# Governo de Beiyang
```
   |-
       |
Erro:
:  
valor não especificado para "
nome_comum
"
```

Historicamente chamado de Governo de Beiyang (em chinês:  北洋 政府, em pinyin: Beiyang zhèngfǔ) ou Governo dos Senhores da Guerra refere-se coletivamente a uma série de regimes que governaram a República da China a partir de Pequim em Zhongnanhai entre a posse de Yuan Shikai - após Sun Yat-sen desfazer o governo provisório da República da China, em 1912 - até a Reunificação chinesa em 1928.
Foi reconhecido internacionalmente como o governo legítimo da República da China desde 1912, competindo com os governos paralelos no sul da china liderado pelo Kuomintang.

## Etimologia
O nome foi tomado do Exército de Beiyang, que dominou a política com a ascensão de Yuan Shikai que foi um general no governo da Dinastia Qing.

## História
Em 1911 o Kuomintang de Sun Yat-sen teve sérios problemas financeiros para derrotar as forças imperiais Qing que ainda resistiam no norte da china, centrados em Beijing; O Primeiro-Ministro do gabinete imperial Qing, Yuan Shikai, que liderava o Exército de Beiyang, se ofereceu em forçar-los a se render em troca de adquirir o cargo de Presidente da China e dissolver o Governo Provisório da República da China.
Entretanto, Yuan Shikai quebrou várias promessas - entre elas, não transferir a capital de Nanjing para Beijing - e auto-declarou imperador da china por um curto período de tempo entre 1915 e 1916, até retornar a república e renunciar a presidência em 1917.

O Governo Beiyang se encerrou em 1928 com o fim da Segunda Expedição do Norte liderada pelo general Chiang Kai-Shek e a reunificação chinesa. 
| Precedido por Governo Provisório da República da China (1912) | Governo de Beiyang 1912-1915 1916-1927 | Sucedido por Junta de Proteção Constitucional (1917–1921) |